# Krebsbach (Würm)
Der Krebsbach ist ein auf dem Hauptstrang über 12 km langer Bach im baden-württembergischen Landkreis Böblingen, der in Ehningen von links und Süden in die obere Würm mündet.

## Verlauf
Der Krebsbach entsteht im Namenslauf aus mehreren Quellbächen im Herrenberger Stadtwald im äußersten Nordwesten des Schönbuch zwischen Herrenberg und Rohrau. Der Krebsbach genannte Quellast beginnt seinen Lauf nahe dem Breiten Stein an der L 1184 Herrenberg–Hildrizhausen durch den Herrenberger Stadtwald auf etwa 530 m ü. NHN und wird bald von der Kalter Brunnen genannten Hangquelle verstärkt. Er durchfließt nach seinem Waldaustritt nordnordostwärts Rohrau und nimmt dann von links einige über ihren Hauptstrang-Oberlauf Hungergraben vereinte Oberläufe aus der meist in offener Flur liegenden Landschaft im  Nordwesten bis Westsüdwesten auf. Deren Lauffächer spreizt sich weiter als sein eigener Lauf bis dorthin lang ist, und sie übertreffen den Namensast auch in maximaler Länge und vereintem Einzugsgebiet deutlich. In weiter nordnordöstlichem Lauf erreicht der Krebsbach dann Ehningen, wo er von links in die obere Würm mündet.

## Einzugsgebiet
Das Einzugsgebiet des Krebsbachs umfasst etwa 44 km². Es liegt, naturräumlich gesehen, am Nordwestrand des Südlichen Schönbuchs zu den Oberen Gäuen. Der oberste, nach dem Krebsbach benannte rechte Ast des Gewässersystems entsteht in der Westspitze des Schönbuchs zwischen Herrenberg und Rohrau etwas östlich des Schönbuchtunnels der A 81, über dem an seiner Südgrenze der mit rund 560 m ü. NHN höchste Punkt des Einzugsgebietes liegt. Der größte Teil des Laufes und noch mehr die nach Länge und Teileinzugsgebiet überwiegenden linken Äste des Bachsystems fließen jedoch außerhalb der Schönbuchgrenze in den Oberen Gäuen, insbesondere im Korngäu, auf der Schiefen Ebene von Kuppingen und wie der untere Krebsbach in den Randgebieten der Schwippebucht.
Die südliche Einzugsgebietsgrenze durch den Schönbuch ist auch hydrologisch die bedeutendste, jenseits entwässern die Ammer und ihr großer Unterlaufzufluss Goldersbach zum oberen Neckar, während der Abfluss des Krebsbaches wie aller seiner anderen Konkurrenten über die Nagold und die Enz den Neckar erreicht. An die weniger prominente westliche Wasserscheide grenzt das obere Einzugsgebiet der Nagold selbst, an die ebenso flache nördliche das des nächsten größeren Würm-Zuflusses Aid, hinter der östlichen entsteht der Nagold-Zufluss und Krebsbach-Vorfluter Würm selbst hinter im Gelände wieder etwas markanterer Scheide. 

### LUBW
Amtliche Online-Gewässerkarte mit passendem Ausschnitt und den hier benutzten Layern: Lauf und Einzugsgebiet des Krebsbachs

Allgemeiner Einstieg ohne Voreinstellungen und Layer: Daten- und Kartendienst der Landesanstalt für Umwelt Baden-Württemberg (LUBW) (Hinweise)
1. 1 2 3  Höhe nach dem Höhenlinienbild auf dem Hintergrundlayer Topographische Karte.
2. 1 2  Länge nach dem Layer Gewässernetz (AWGN).
3. ↑  Einzugsgebiet aufsummiert aus den Teileinzugsgebieten nach dem Layer Basiseinzugsgebiet (AWGN).

### Andere Belege
1. ↑  Daten- und Kartendienst der Landesanstalt für Umwelt Baden-Württemberg (LUBW) (Hinweise)
2. ↑  Friedrich Huttenlocher, Hansjörg Dongus: Geographische Landesaufnahme: Die naturräumlichen Einheiten auf Blatt 170 Stuttgart. Bundesanstalt für Landeskunde, Bad Godesberg 1949, überarbeitet 1967. → Online-Karte (PDF; 4,0 MB)